# Ton-Bild-Schere
Die Ton-Bild-Schere, auch Text-Bild-Schere, bezeichnet das Auseinanderklaffen von Informationen zwischen gezeigten Bildern und gesprochenem Text („Ton“) in Sendungen wie Nachrichtensendungen, Dokumentar- oder Unterrichtsfilmen.

## Definition
Der Begriff, ursprünglich und wissenschaftlich richtig „Bild-Text-Schere“, wurde von dem deutschen Medienwissenschaftler Bernward Wember erstmals und im Rahmen seiner Analysen zur Informationsvermittlung im Fernsehen Anfang der 1970er Jahre geprägt.
Weicht bei Informationsfilmen die Bildinformation vom Text zu sehr voneinander ab, widerspricht sie ihm gar, wird dies unmittelbar zu einer „Überlastung“ des Betrachters führen. Dies hat zur Folge, dass die Information, die durch die audiovisuelle Botschaft insgesamt vermittelt werden sollte, wesentlich schlechter oder gar nicht aufnehmbar ist.
Ein verbessertes Verständnis der Information kann durch die Vermeidung der „Bild-Text-Schere“ bzw. mittels stimmig gefilmter Aufnahmen, Grafiken und/oder Schaubilder oder einem zum Bild passenden Kommentar erreicht werden.
In Print- und Onlinemedien entsteht eine Text-Bild-Schere, wenn Überschriften oder Bildunterschriften vom gezeigten Bild abweichen.
Insbesondere die Tagesschau führt die „Bild-Text-Schere“ oft auf unkonventionelle Weise wieder zusammen, indem im Text verwendete, bildhafte Sprache oder Metaphern durch die Bilder visualisiert werden:
| Ton                                                                                                 | Bild                                                            |
| --------------------------------------------------------------------------------------------------- | --------------------------------------------------------------- |
| „[…] tritt die CSU immer noch auf der Stelle“                                                       | jemandem ist kalt und er tritt deshalb im Schnee auf der Stelle |
| „[…] trotzdem bleibt die Hoffnung auf die CSU-Nachfolgefrage nicht mehr als ein zartes Pflänzchen.“ | Blatt (frischer Trieb?) im Bild mit einer Menge Schnee darauf   |

## Kritik
Das Konzept der Text-Bild-Schere ist in der Medienlinguistik viel diskutiert. Zum einen, weil es auf der Annahme beruht, Bild und Text könnten im Gegensatz zu einer totalen Divergenz von Bild und Text eine „semantische Einheit“ bilden, was aber wegen der semantischen Eigenschaften von Bild und Text oft bezweifelt wird. Bildern wird ein größerer semantischer Deutungsrahmen zugesprochen als der Sprache. Insofern ist es schwierig, von einer völlig redundanten Text-Bild-Relation auszugehen. Eine solche Relation mag bei Konkreta noch funktionieren (Man sieht ein Schwein auf einer Straße sitzen und der Text dazu nennt auch das Wort Schwein), ist aber beispielsweise bei Abstrakta (wie bspw. Liebe oder Glaube), Verben oder Adjektiven schon wesentlich uneindeutiger (sitzt, lümmelt oder kauert das Schwein beispielsweise auf der Straße? Welche Eigenschaften werden ihm zugesprochen?). Text und Bild konstituieren, wenn sie gemeinsam auftreten, immer auch gemeinsam ein Kommunikat, sie bilden eine Art „Wort-Bild-Reißverschluss“. Die Frage ist also eher, welche audiovisuellen Muster sie innerhalb dieser Beziehung hervorbringen können, zwischen den Extremformen von Redundanz und Divergenz.
Dass zum anderen für den Rezipienten Verständnisprobleme durch eine Text-Bild-Schere entstehen könnten, ist ebenfalls umstritten. Empirische Studien ergaben bisher, dass derlei Auswirkungen auf den Zuschauer eher gering sind. Dass der sinnsüchtige Rezipient durch Kontextinformationen und Weltwissen diese Relationen doch miteinander vereinen kann, ist zumindest sehr wahrscheinlich. So kann er beispielsweise auch ironische Verhältnisse aufdecken, bei denen die Informationen auf den ersten Blick nicht miteinander vereinbar scheinen.